# Mont Cenis
Der Mont Cenis (italienisch Moncenisio oder Monte Cenisio) ist ein Bergmassiv in den Grajischen Alpen. Der höchste Punkt des Massivs ist der Pointe de Ronce mit einer Höhe von 3612 Metern. Der französische Teil der Region gehört zur äußeren Zone des Nationalpark Vanoise (französisch Parc National de la Vanoise).
Auf einem Hochplateau südlich des Massivs befindet sich die Passhöhe Col du Mont Cenis mit einer Höhe von 2083 m s.l.m. Die Passstraße von Lanslebourg-Mont-Cenis, Lanslevillard nach Susa ist auf französischer Seite die Départementsstraße D 1006 und auf italienischer Seite die Strada Statale 25. Vor der Eröffnung des Mont-Cenis-Eisenbahntunnels 1871 führte drei Jahre lang die Mont-Cenis-Bahn über den Pass.
Südlich der Passhöhe befindet sich der Stausee Lac du Mont Cenis. Noch etwas weiter südlich verläuft die Grenze zwischen Frankreich und Italien.

## Tourismus und Wanderwege
Das Mont-Cenis-Plateau ist ein beliebtes Ausflugsziel. Bei Les Fontanettes gibt es ein kleines historisches Museum und ein italienisch-französisches Informationszentrum.
Die Fernwanderwege Via Alpina und Alta Via Val di Susa verlaufen über das Mont-Cenis-Plateau.
Auf der Nordseite des Massivs befindet sich das Skigebiet Val Cenis mit 29 Liftanlagen und 125 km Pisten.